# Радегаст (князь ободритів)
Радегаст або Радагаст (*д/н —бл. 664) — легендарний князь ободритів та король венедів.

## Життєпис
Стосовно походження Радегаста багато протирічних теорій. За одними він був нащадком вандальського короля Радегеста з племені сілінгів, якого ототожнюють з королем Радагайс, хоча останній напевне був герулом. Відповідно до цього, Радегаст-Радагайс мав сина Крока (або Крука), нащадком якого був Фредебальд або Фрідубальд. Далі, за Бухгольцом, нащадком Фредебальда був король вандалів Віцлав, який був братом Одоакра. Нащадком Віцлава був уже Радегаст, що став останнім королем вандалів і першим королем ободритів. Ця теорія набула становлення в часи панування Мекленбурзької династії, яку представляли понімеччині ободрицькі володарі. Тим самим намагалися пов'язати династії німців і слов'ян.
За іншою теорією Радегаст був суто ободрицьким князем та королем союзу венедських племен. Разом з тим Віцлав, що став панувати згодом, міг оголосити себе сином Радегаста, що також було ім'ям одного з богів полабських слов'ян. Цим Віцлав намагався обґрунтувати право на владу з огляду на своє начебто божественне походження. 